# 이올코스
이올코스(그리스어: Ιωλκός)는 그리스 중부 테살리아에 있던 고대 도시이다. 오늘날 그리스 마그네시아 현의 도시 볼로스 근처에 있었다. 오늘날의 이올코스는 아주 작은 마을에 불과하다. 
그리스 신화의 영웅 이아손과 그의 유명한 황금양모 원정대가 바로 이 이올코스의 정당한 왕위를 되찾기 위해 결성되었다. 